# 順天ジャンクション
順天ジャンクション（スンチョンジャンクション、ハングル：순천 분기점）は、大韓民国全羅南道順天市にある南海高速道路（10号線）と順天完州高速道路（27号線）を結ぶジャンクション。

## 接続する路線
順天・釜山方面
- 南海高速道路（12番）[1]

順天・完州方面
- 順天完州高速道路（2番）[2]

## 隣
南海高速道路
(11) 順天IC - (12) 順天JCT - (13) 光陽IC
順天完州高速道路
東順天・東光陽TG - (2) 順天JCT - (3) 黄田IC